# Nicaragua aux Jeux olympiques
Le Nicaragua participe aux Jeux olympiques depuis 1968 et a envoyé des athlètes à chaque jeux depuis cette date sauf en 1988 car le pays boycotte ces jeux en soutien à la Corée du Nord.
Le pays n'a jamais participé aux Jeux d'hiver. 
Le pays n'a jamais remporté de médailles.
Le Comité national olympique du Nicaragua a été créé en 1959 et a été reconnu par le Comité international olympique (CIO) la même année.